# アウトロン
アウトロン（英: outron）は、mRNAの成熟過程において、特殊な形態のRNAスプライシング（トランススプライシング）によって遺伝子の一次転写産物の5'末端から除去されるヌクレオチド配列である。イントロン配列は遺伝子内に位置するのに対し、アウトロン配列は遺伝子外に位置する。

## 特徴
アウトロンは、GC含量など類似した特性を有するイントロン様配列であり、トランススプライシングのためのシグナルとなるスプライス受容部位である。こうしたトランススプライス部位は、本質的には上流のスプライス供与部位（5'部位）を持たないスプライス部位（3'部位）として定義される。 
こうしたスプライス受容部位は、スプライスリーダー（SL）RNAと呼ばれる異なるRNA分子上に存在する供与部位と連結される。ユーグレノゾア、渦鞭毛藻、海綿動物、線形動物、刺胞動物、有櫛動物、扁形動物、甲殻類、毛顎動物、輪形動物、尾索動物などの真核生物では、SL RNA全体の長さは46–141ヌクレオチド、SLエクソンの長さは16–51ヌクレオチドである。

## プロセシング
標準的なスプライシング（シススプライシング）では、同じpre-mRNA分子内に上流のスプライス供与部位と下流のスプライス受容部位が必要である。対照的にSLトランススプライシングではpre-mRNAのアウトロンに3'受容部位が存在し、そしてSL RNA上に5'供与部位（GUジヌクレオチド）が存在する。pre-mRNA側のアウトロンには分岐点となるアデノシン、そしてそれに続いてポリピリミジントラクトが存在し、この部分がSL RNAのイントロン様部分と相互作用して、シススプライシングの際に形成されるラリアット構造と類似したY字型構造が形成される。その後SL RNAがpre-mRNAの3'スプライス受容部位（AGジヌクレオチド）へ作用して成熟mRNAとY字型副産物が形成される。
SLエクソンはポリシストロン型pre-mRNA上の各オープンリーディングフレームへとトランスプライシングされ、それぞれ異なる成熟型転写産物が形成される。